# 华金·卡帕罗斯
华金·达赫苏斯·卡帕罗斯·卡米诺（Joaquín de Jesús Caparrós Camino，1955年10月13日—）是一名西班牙前足球運動員，現時擔任教練。曾執教比利亞雷阿爾、西維爾、拉科魯尼亞、畢爾包、馬略卡和格拉纳达等多支西班牙球隊。

## 外部連結
- 馬略卡官方檔案 （西班牙文）
- BDFutbol檔案（页面存档备份，存于） （英文）
- Transfermarkt檔案（页面存档备份，存于） （英文）